# Дукурс, Дайнис
Да́йнис Ду́курс (латыш. Dainis Dukurs; род. 24 января 1957 года в Алуксне, Латвийская ССР) — советский и латвийский бобслеист, позднее тренер по скелетону. Директор Санно-бобслейной трассы в Сигулде. Депутат Думы Сигулдского края. Награждён Орденом Трех звезд 3-й степени.

## Спорт
Дайнис Дукурс считается основоположником скелетонного спорта в Латвии. Чемпион Латвийской ССР (вместе с Я. Скрастиньшем) в 1985 году. Известен как тренер по скелетону. Старший тренер латвийской команды по скелетону. Тренер олимпийского призёра Мартинса Дукурса. В 2010 году признан лучшим тренером Латвии.

## Общественная и политическая деятельность
С 1994 года назначен директором Санно-бобслейной трассы в Сигулде. В 2009 году от объединения «Rīgas apriņķa novadu apvienība» выбран в депутаты в Сигулдскую краевую Думу. В 2012 году был награждён высшей наградой Латвии — Орденом Трёх звёзд 3-й степени, за вклад в развитие и популяризацию скелетоного спорта.

## Семья
Семья: два сына — Мартинс и Томасс. По словам самого Дайниса, чтобы начать карьеру сыновей, ему пришлось продать землю и дом.